# Iryna Kalynets
Iryna Onufriyivna Kalynets (en ukrainien : Іри́на Ону́фріївна Калине́ць), née le 6 décembre 1940 à Lviv et morte le 31 juillet 2012 dans la même ville, est une poétesse, écrivaine, militante et dissidente soviétique ukrainienne des années 1970. Iryna Kalynets était l'épouse d'un autre dissident soviétique de premier plan, Ihor Kalynets.

## Biographie
Iryna Kalynets est diplômée de l'université de Lviv en philologie. Elle enseigne des cours de littérature et de langue ukrainienne avant de rejoindre un groupe de défense des droits de l'homme appelé les soixantards (shistdesyatnyky). Iryna Kalynets était l'éditeur d'un journal interdit sur les droits de l'homme, Український Вісник. Elle proteste aussi publiquement contre la détention d'autres dissidents, dont Nina Strokata et Valentin Moroz. Iryna Kalynets et deux autres militantes, Nadia Svitlytchna et Stefania Shabatura, sont arrêtées pour avoir écrit sur la propagande soviétique. Elles sont condamnées à six ans de prison et trois ans d'exil interne en Union soviétique.
Iryna Kalynets peut retourner à Lviv en 1981 après avoir purgé sa peine. Partisane du mouvement indépendantiste ukrainien, elle rejoint rapidement l'organisation non gouvernementale russe de défense des droits de l'homme et de préservation de la mémoire des victimes du pouvoir soviétique Memorial, ainsi que le mouvement populaire d'Ukraine qui est une organisation de défense des droits civiques.
En 1991, l'Ukraine se sépare de l'Union soviétique. Iryna Kalynets est élue à la Verkhovna Rada en tant que député du premier parlement ukrainien après l'indépendance. Elle continue à publier des écrits jusqu'à ce que sa santé se détériore.
Iryna Kalynets décède des suites d'une longue maladie le 31 juillet 2012, à l'âge de 71 ans.

## Décoration
- Ordre de la princesse Olga de 3e classe (2000)

## Hommages
- Le « prix Iryna-Kalynets » est décerné par la Fondation internationale pour l'éducation depuis 2013.
- Une école de Lviv porte son nom depuis le 21 décembre 2017[4].